# Isaac bénissant Jacob
Isaac bénissant Jacob est un tableau réalisé par le peintre flamand Jacob Jordaens en 1660. De format horizontal, cette huile sur toile est une peinture religieuse qui représente Isaac donnant sans le savoir sa bénédiction à Jacob. Devenu aveugle, le patriarche est induit en erreur par son épouse Rébecca, laquelle lui présente leur plus jeune fils en lieu et place d'Ésaü, qui passe devant une fenêtre en partance pour la chasse. La scène se déroule en présence d'un chien qui lève son museau au-dessus d'une table dressée occupant l'angle inférieur gauche de la composition. Achetée en 1879, l'œuvre est conservée au palais des Beaux-Arts de Lille, à Lille, dans le Nord, en France.